# Wildkleur

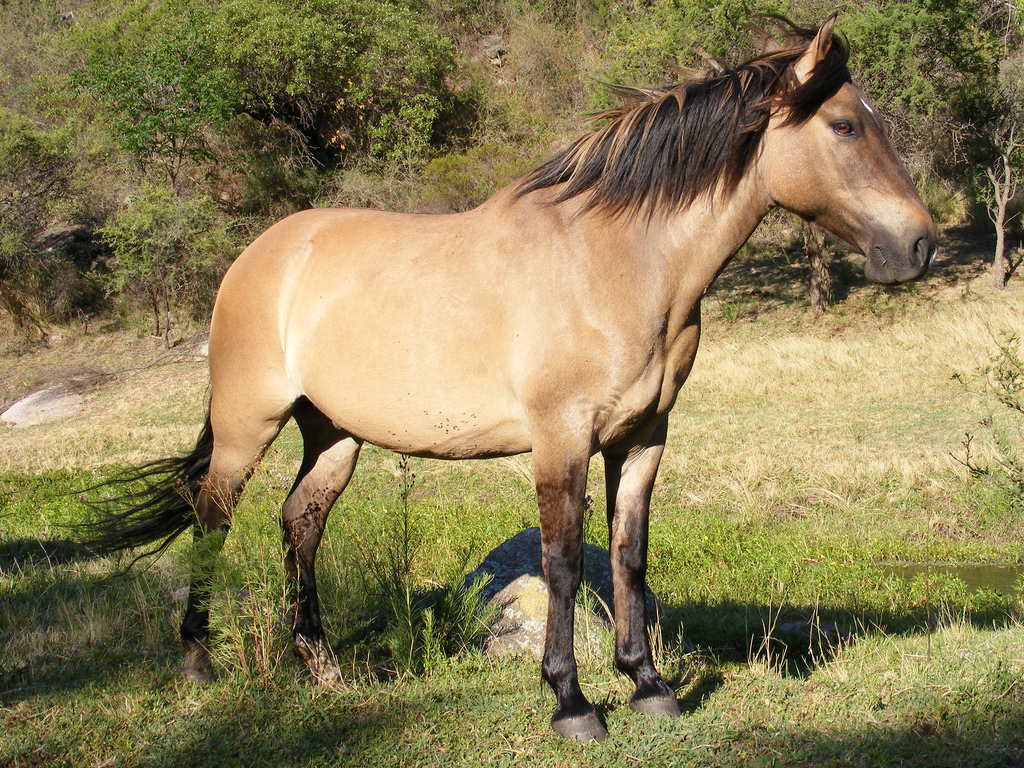
Paard met wildkleur bruin

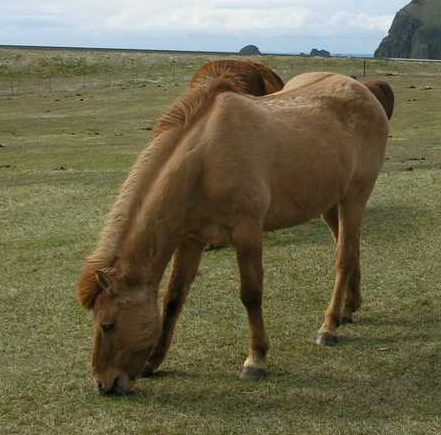
Paard met wildkleur vos

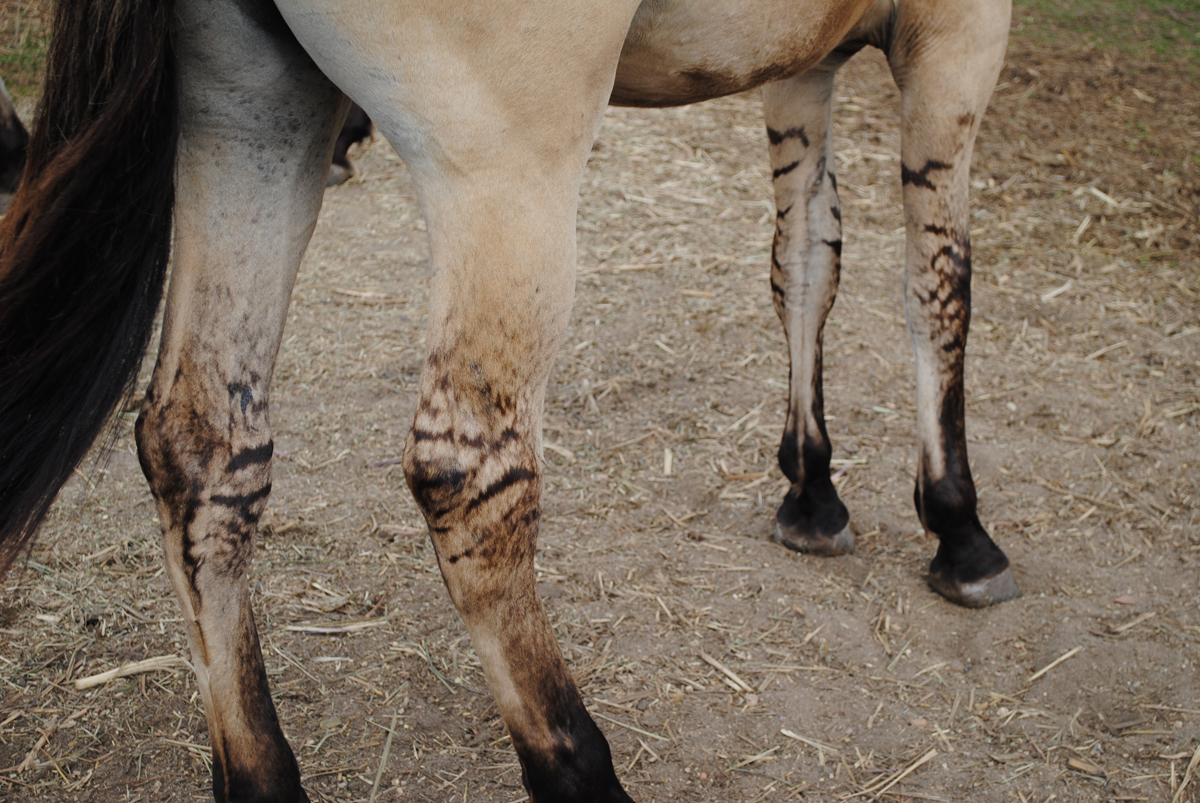
Primitieve aftekeningen: 'zebrastrepen'

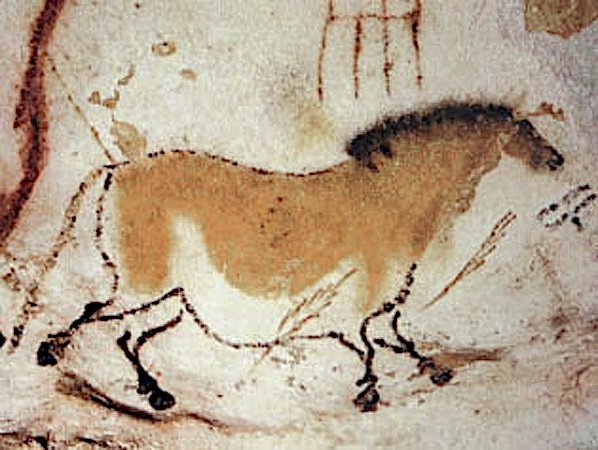
Paardentekening in Lascaux

Wildkleur, vaak aangeduid met de Engelse naam dun, is een verdunningsfactor in de haarkleur van paarden. Het maakt dat de basiskleur van de vacht van de paarden valer verschijnt dan anders het geval zou zijn. De wildkleur wordt veroorzaakt door een dominant gen (D).

## Kenmerken
Het wildkleurgen drijft het pigment naar de buitenkant van de haarschacht. Hierdoor worden grote delen van het haar praktisch doorzichtig; voor het oog geeft dat de indruk van een lichtere kleur. Hoewel er andere verdunningsfactoren bestaan met een vergelijkbaar effect, valt een paard met wildkleur gemakkelijk te herkennen aan zijn primitieve markeringen. In het bijzonder gaat het hier om de donkere aalstreep op zijn rug, voorts onder meer om zebrastrepen op de onderbenen en een 'spinnenweb' (concentrische ringen) op het hoofd. De manen en staart zijn donkerder dan de rest van de vacht (tenzij er andere factoren, zoals het zweetvosgen, meespelen), maar niet zo donker als de aalstreep; er komen vaak witte dekharen in voor.
Het wildkleurgen heeft op de drie basiskleuren verschillende uitwerkingen:
- Paarden met wildkleur bruin zijn vaak bruingeel tot wat donkerder bruin. De aalstreep is zwart.
- Paarden met wildkleur zwart zijn muisgrijs (grá, grullo), waarbij verschillende tinten mogelijk zijn; de aalstreep is echter altijd goed te onderscheiden.
- Paarden met wildkleur vos zijn roodachtig bruin, vaak perzikkleurig; hun aalstreep is niet zwart maar voskleurig.

Ook in combinatie met andere verdunningsfactoren levert het wildkleurgen kenmerkende kleurpatronen op. De verschillen zijn vaak erg subtiel, waardoor alleen met een DNA-analyse of met stamboomonderzoek de eigenlijke vachtkleur te bepalen valt. Zo is de combinatie van wildkleur en valkkleur (roan) of heterozygoot crème bijzonder moeilijk te herkennen.

## Voorkomen
De vachtkleur van dicht bij de oorsprong staande paardenrassen is veelal wildkleur.
Dit komt deze prooidieren goed van pas omdat ze met een patroon van schutkleuren minder opvallen. Primitieve rassen als de konik en de sorraia vertonen wildkleur. Ook tarpans hadden wildkleur evenals przewalskipaarden en verschillende soorten ezels.
Bij enkele stamboeken van cultuurrassen, zoals bij het fjordenpaard, is de wildkleur een vereiste. Bij verschillende andere rassen en stamboeken is de wildkleur eveneens toegestaan, zoals bij de Highland pony en de IJslander.
De egale kleuren, soms met witte aftekeningen, die de meeste gedomesticeerde paardenrassen vertonen, komen voort uit menselijke fokselectie.
Dat wildkleur zeer oud is blijkt uit de rotstekeningen van paarden in de grotten van Lascaux.